# Západoevropský čas

Modrá, západoevropský čas – ZEČ (WET/UTC)
Červená, středoevropský čas – SEČ (CET/UTC+1)
Žlutá, východoevropský čas – VEČ (EET/UTC+2)
Zelená, východoevropský čas – (FET/UTC+3)

Západoevropský čas, zkratka ZEČ (anglicky Western European Time, WET) je časové pásmo platné pro západní Evropu a skládá se ze zemí používajících UTC (dříve známý jako Greenwichský čas, krátce GMT). Jedná se o jedno ze tří standardních časových pásem v Evropské unii – spolu se středoevropským časem a východoevropským časem.

## Země používající ZEČ
- Portugalsko, od roku 1912 s přestávkami (kromě Azor, UTC−01:00) [4]
- Britské korunní závislé území Spojeného království, od roku 1847 v 
  - Anglii, Skotsku, Walesu, Normanských ostrovech a na ostrově Isle of Man a od roku 1916
  - Severní Irsko s přestávkami[5][6][7]
- Irsko, od roku 1916,[8] ovšem s výjimkou let 1968 až 1971[9]
- Kanárské ostrovy, od roku 1946 (na rozdíl od pevninského Španělska, kde je SEČ, UTC+01:00)[10]
- Faerské ostrovy, od roku 1908 nepřetržitě[11]
- Ostrovy Madeira, používá od roku 1912, ovšem s přestávkami[4]
- Severovýchodní Grónsko (konkrétně se jedná o oblast Danmarkshavn a okolí)[12]
- Island, od roku 1968, bez změny na letní čas[13]